# Гойе, Луи
Луи-Жером Гойе (фр. Louis-Jérôme Gohier; 27 февраля 1746, Самблансе — 29 мая 1830, Обонн) — французский политик времён Великой Французской революции, министр юстиции в 1793—1794 годах.

## Биография
Родился в Самблансе (департамент Эндр и Луара) в семье нотариуса. Получил место в коллегии адвокатов в Ренне и работал там, пока не был отправлен представлять город на Генеральных штатах 1789 года. В Законодательном собрании он представлял Иль и Вилен, занимая важное место в обсуждениях. Он протестовал против взыскания новой присяги со священников (22 ноября 1791 года) и потребовал секвестирования собственности эмигрантов (7 февраля 1792 года).
Гоэ был министром юстиции с марта 1793 по апрель 1794 года, руководя арестами жирондистов, и членом Совета пятисот; он сменил Жана-Батиста Трельяра во французской Директории (июнь 1799 года), где он представлял республиканские воззрения среди растущей оппозиции роялистов.
Его жена была близка с Жозефиной Бонапарт, и, когда Наполеон Бонапарт внезапно вернулся из египетского похода в октябре 1799 года, он неоднократно пытался привлечь Гойе, который был тогда президентом Директории, к своим политических проектам. После переворота Бонапарта 18 брюмера (9 ноября 1799 года) Гойе отказался уйти в отставку со своего поста и попросил аудиенции с Бонапартом в Тюильри в попытке спасти республику. Он был сопровождён в Люксембургский дворец и после освобождения удалился в своё имение в Обонн.
В 1802 году Наполеон назначил его генеральным консулом в Амстердаме (в Батавской республике), а после присоединения королевства Голландия к Французской империи он был приглашён занять аналогичную должность в Соединённых Штатах. Состояние здоровья не позволило ему вступить в должность. Умер в Обонне.

## Образ в кино
- «Наполеон: путь к вершине» (Франция, Италия, 1955) — актёр Жорж Витре[фр.]